# 애나 개스타이어
아나 개스타이어(Ana Gasteyer, 영어 발음: /ˈɑːnə/, 1967년 5월 4일 ~ )는 미국의 배우, 가수이다.

## 출연 작품
- 와인 컨트리 (2019)
- 피플 오브 어스 (2016)
- 레이디 다이너마이트 (2016)
- 폴 블라트: 몰 캅 2 (2015)
- 서버가토리 3 (2014)
- 랩쳐-파루자 (2013)
- 지오그래피 클럽 (2013)
- 피플즈 (2013)
- 서버가토리 2 (2012)
- 댓츠 마이 보이 (2012)
- 오싹한파티 (2012)
- 풀리 로디드 (2011)
- 서버가토리 (2011)
- 데어 (2009)
- 핀 온 더 플라이 (2008)
- 내 친구의 사생활 (2008)
- 세터데이 나잇 라이브 인 더 '90s: 팝 컬처 네이션 (2007)
- 리퍼 매드니스 - 영화 뮤지컬 (2005)
- 세터데이 나잇 라이브: 더 베스트 오브 윌 페럴 - 볼륨 2 (2004)
- 퀸카로 살아남는 법 (2004)
- 마음대로 훔쳐라 (2001)
- 제페토 (2000)
- 맛을 보여드립니다 (2000)
- 왓 위민 원트 (2000)
- 더 레이트 레이트 쇼 위드 크레이그 킬본 (1999)
- 딕 (1999)
- 새터데이 나이트 라이브: 더 베스트 오브 마이크 마이어스 (1998)
- 미트 더 디들스 (1998)
- 새터데이 나잇 라이브 (1975)